# Havhingsten fra Glendalough

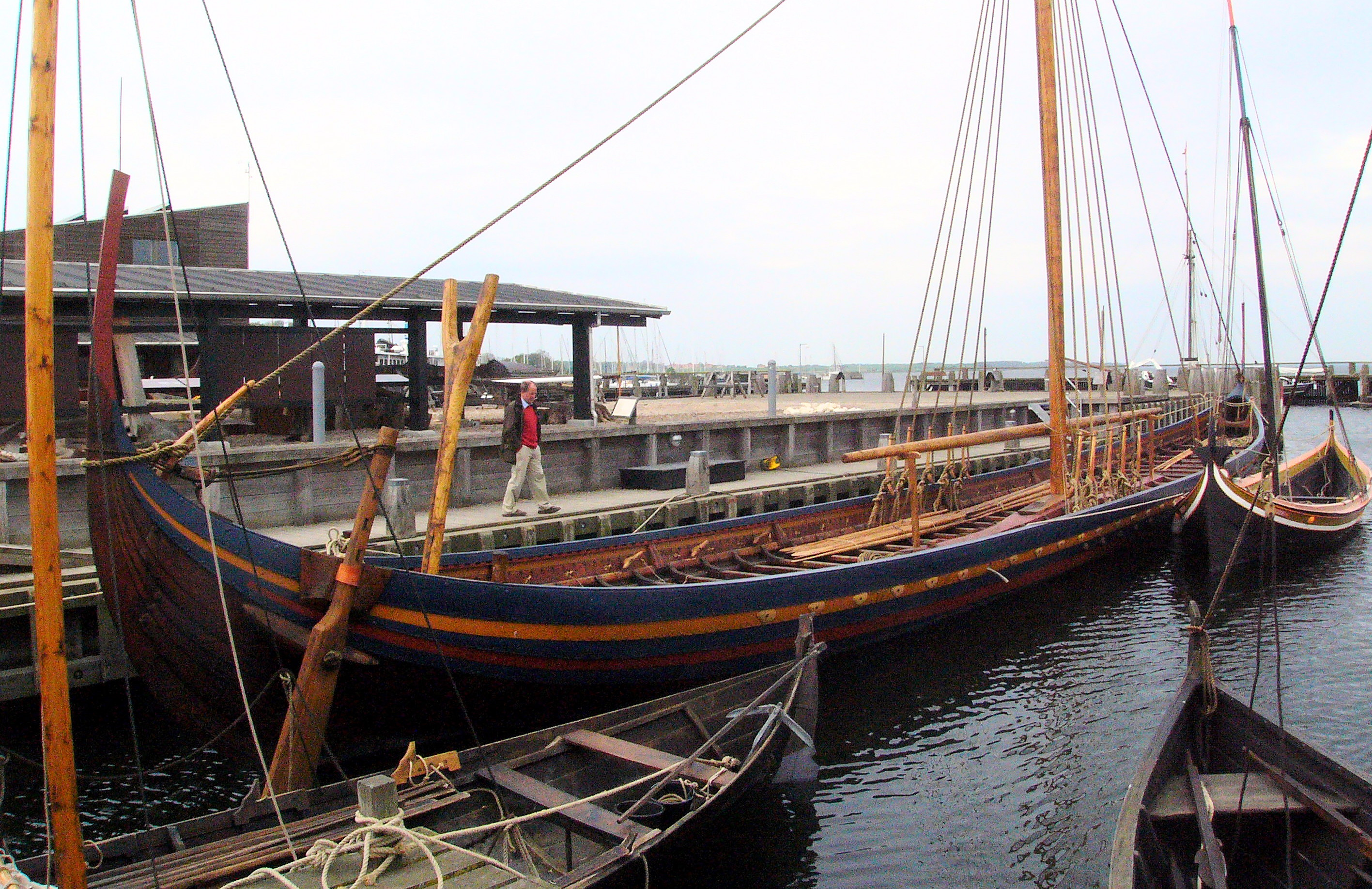
De Havhingsten fra Glendalough in de haven van het Vikingschipmuseum

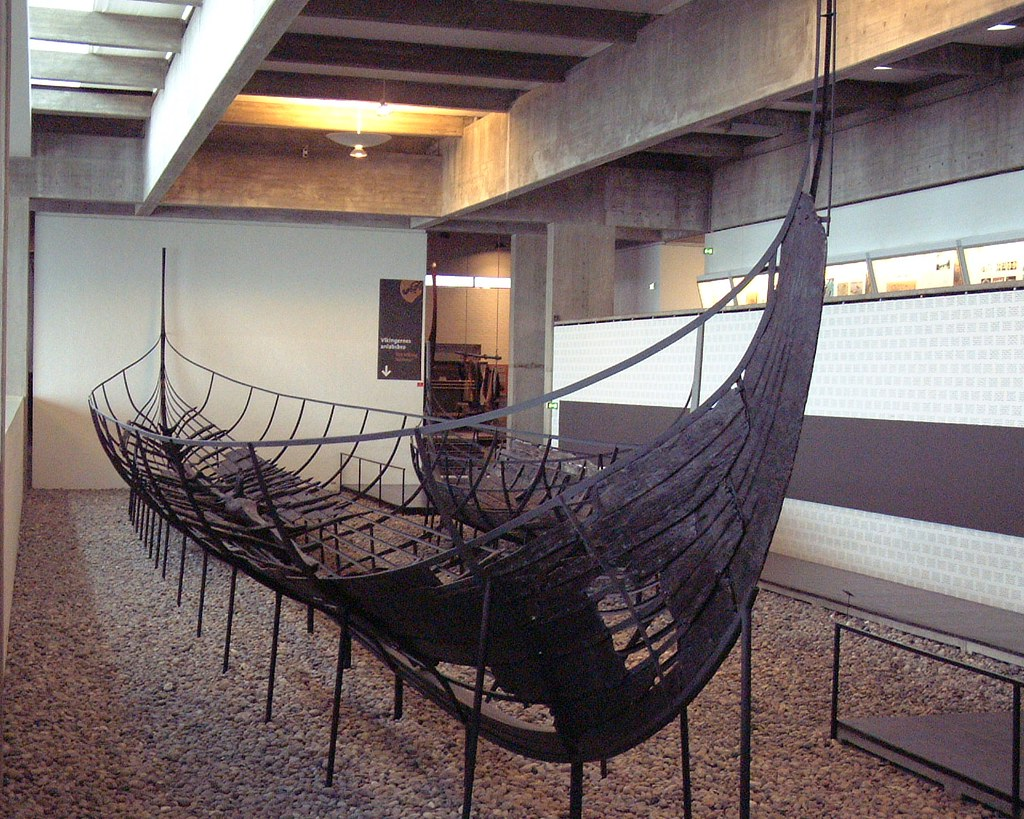
De Skuldelev 2 waar de reconstructie van de Havhingsten fra Glendalough op is gebaseerd

De Havhingsten fra Glendalough, ook wel alleen Havhingsten (vertaling: Zeehengst van Glendalough) is de reconstructie van het originele vikingschip Skuldelev 2. Het is dertig meter lang en kan een bemanning van ongeveer 65 personen vervoeren. Er waren 150 kubieke meter eikenhout, 7.000 ijzeren nagels en 40.000 werkuren nodig om het tussen 2000 en 2004 met de gereedschappen van toen na te kunnen maken. De reconstructie is op de scheepswerf van het Vikingschipmuseum in Roskilde gebouwd. Koningin Margrethe II doopte het en op 4 september 2004 werd het te water gelaten.
Het originele schip is waarschijnlijk gebouwd rond 1040 in de buurt van Glendalough in Ierland. Het is rond 1070 tot zinken gebracht in het Roskildefjord nabij het plaatsje Skuldelev samen met een aantal andere schepen. Dit om de toegang tot Roskilde, dat toen de hoofdstad van Denemarken was, tegen een aanval vanuit zee te beschermen. In 1962 zijn de schepen gelicht en overgebracht naar het Vikingschipmuseum in Roskilde. Naar de vindplaats wordt het originele schip ook Skuldelev 2 genoemd. 

## Foto's op internet
- Skuldelev langskip. particulier. Gearchiveerd op 13 februari 2007. Geraadpleegd op 1 november 2023.
- Skuldelev2 replica. particulier. Gearchiveerd op 16 februari 2007. Geraadpleegd op 1 november 2023.
- Havhingsten Glendalough. particulier. Gearchiveerd op 13 februari 2007. Geraadpleegd op 1 november 2023.
- Havhingsten tewaterlating. particulier. Gearchiveerd op 13 februari 2007. Geraadpleegd op 1 november 2023.